# Bruce Murray
Bruce Edward Murray (Germantown, Maryland, 1966. január 25. –) amerikai válogatott labdarúgó, edző.

## Pályafutása

### Klubcsapatban
Germantownban született Marylandben. Futballozni középiskolás korában kezdett a  Winston Churchill High School-ban. 
1988-ban aláírt az ASL-ben (American Soccer League) szereplő Washington Stars csapatához, ahol három évet töltött, de ezzel párhuzamosan a svájci Luzern együttesében is játszott (1988–89). 1991-ben kis ideig a Maryland Bays-ban szerepelt. 1993 és 1994 között az angol Millwall FC játékosa volt, de 1994-ben kölcsönadták a Stockport County együttesének. 1995-ben Skóciában az Ayr United csapatát erősítette. 1995-ben sérülések miatt az Atlanta Ruckus játékosaként fejezte be a pályafutását.

### A válogatottban
1985 és 1993 között 85 alkalommal szerepelt az Egyesült Államok válogatottjában és 21 gólt szerzett. 1985. június 16-án egy Anglia elleni 5–0-ás vereséggel zárult barátságos mérkőzésen mutatkozott be a nemzeti csapatban. Ekkor még főiskolára járt. Tagja volt az 1988. évi nyári olimpiai játékokon és az 1990-es világbajnokságon szereplő válogatott keretének is. Utóbbit javarészt főiskolás és félprofi játékosok alkották. A tornát három vereséggel zárták, Murray az Ausztria elleni mérkőzés 83. percében szépített. Az 1991-es CONCACAF-aranykupán aranyérmet szerzett a válogatottal és részt vett az 1992-es konföderációs kupán és az 1993-as Copa Américán.

## Sikerei
Egyesült Államok
- CONCACAF-aranykupa győztes (1): 1991

Egyéni
- A Konföderációs kupa társgólkirálya (1): 1992 (2 gól)

## Külső hivatkozások
- Bruce Murray adatlapja a National-Football-Teams.com oldalon (angolul)

- Bruce Murray adatlapja a worldfootball.net oldalon (angolul)
- Bruce Murray (angol, francia, spanyol nyelven). FootballDatabase.eu
- Bruce Murray (angol nyelven). olympedia.org